# Condrocalcinosi

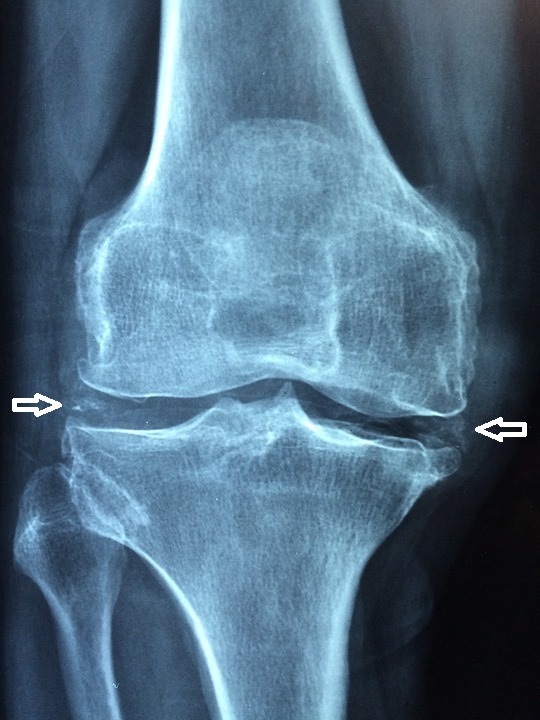
Radiografia del ginocchio che mostra condrocalcinosi

La condrocalcinosi  o calcificazione della cartilagine è, in medicina, una calcificazione (accumulo di sali di calcio) nella ialina e/o nella fibrocartilagine. È considerato un segno radiologico della pseudogotta.

## Descrizione
L'accumulo di fosfato di calcio nelle articolazioni della caviglia è stato riscontrato in circa il 50% della popolazione generale e può essere associato con l'artrosi.
Un'altra causa comune di condrocalcinosi è la malattia da deposizione di cristalli di calcio pirofosfato diidrato (o pseudogotta). Si stima che la pesudogotta colpisca dal 4% al 7% delle popolazioni adulte di Europa e Stati Uniti. Precedenti studi hanno sopravvalutato la prevalenza semplicemente stimando la prevalenza della condrocalcinosi indipendentemente dalla causa.
L'ipomagnesiemia può causare condrocalcinosi e l'assunzione di un'integrazione di magnesio può ridurre o alleviare i sintomi. In alcuni casi, l'artrite da lesioni può causare condrocalcinosi. Altre cause di condrocalcinosi includono:
- Ipercalcemia, specialmente se causata da iperparatiroidismo
- Artrite
- Gotta
- Malattia di Wilson
- Emocromatosi
- Ocronosi
- Ipofosfatasia
- Ipotiroidismo
- Acromegalia
- Sindrome di Gitelman